# Henrietta Maria d'Este
Henrietta Maria d'Este, född 27 maj 1702, död 30 januari 1777, var en hertiginna av Parma; gift med hertig Anton Farnese av Parma. Hon var Parmas regent under det interregnum som uppstod efter hennes makes död 1731.

## Biografi
Henrietta Maria d'Este var dotter till hertig Rinaldo III av Modena och Charlotte av Braunschweig-Lüneburg. Hennes mor avled när hon var åtta år, och hennes far såg till att hon blev uppfostrad i kloster.

### Hertiginna av Parma
Henrietta Maria d'Este gifte sig med sin kusin hertig Anton Farnese av Parma 5 februari 1728. Anton Farnese var den sista manliga medlemmen av ätten Farnese och hade efterträtt två halvbröder som inte hade fått några söner, och födseln av en manlig tronarvinge hade stor politisk betydelse. Henrietta valdes ut som brud av Antons statssekreterare greve O. Anvidi och mätress grevinnan Margherita Borri Giusti för att hon var ett snabbt och bekvämt val och på grund av sin uppfostran förmodades vara naiv, okunnig och lättledd.
Henrietta välkomnades med omfattande festligheter i Parma, som vid denna tid var berömt i hela Europa för sin kultur, sin musik, teater och pompa. Hennes relation med Anton var inte god; hon blev medveten om makens förhållande med grevinnan Margherita Borri Giusti och att hon själv hade blivit utvald för att hon förväntades vara lättkontrollerad. Makens hälsotillstånd - han var bland annat kraftigt överviktig - gjorde det inte troligt att paret skulle kunna producera barn. 

### Parmas regent
Anton Farnese avled 20 januari 1731, vilket omedelbart utlöste en tronföljdskris. Paret hade inte fått några barn, men Anton Farnese hade dagen före sin död förklarat att Henrietta var gravid, och utropat hennes ofödda barn till sin tronarvinge. Enligt hans testamente tillsattes en förmyndarregering  med Henrietta som ordförande och regent. Om Henriettas graviditet resulterade i födelsen av en son, skulle denna son bli hertig av Parma och förmyndarregeringen styra tills han uppnådde myndighetsålder. Om graviditeten avbröts eller resulterade i födelsen av en dotter, skulle dock arvsrätten övergå till den äldsta medlemmen av ätten Farnese på kvinnolinjen, Antons brorsdotter, Spaniens drottning Elisabet Farnese, och hennes son prins Karl av Spanien.
Henriettas graviditet ifrågasattes av Spanien under Elisabet Farnese, som försvarade prins Karls arvsrätt, liksom av påven, som ville dra in hertigdömet till påvestaten; hon fick dock stöd av kejsaren. Spanien fick stöd i Parma av Elisabeths mor Dorothea Sofia av Neuburg, och tvingade fram en undersökning av Henrietta i maj 1731. Undersökningen bekräftade hennes graviditet. I juli förbereddes en förlossning. I september drog dock kejsaren tillbaka sitt stöd till Henrietta. Spanien tvingade då fram en ny undersökning, som denna gång bekräftade att hon inte var gravid. När Henrietta visade sig inte vara gravid övergick arvsrätten omedelbart till prins Karl av Parma och regentskapet övergick genast från henne till Karls mormor, Henriettas svägerska Dorothea Sofia. Henrietta sattes i husarrest på order av den nya regenten och tvingades överlämna kronjuvelerna. Hennes far tillät henne initialt inte att återvända till Modena.
Henrietta Maria d'Este gifte 1740 om sig med prins Leopold av Hessen-Darmstadt.